# ژاک گالو
ژاک گالو (فرانسوی: Jacques Gallot‎؛ ‏ حوالی ۱۶۲۵ – حوالی ۱۶۹۵) آهنگساز و نوازندهٔ لوت اهل فرانسه بود. وی از شاگردان انمون گوتیه بود و برخی دست‌نوشته‌های او امروزه در کتابخانه ملی آلمان نگهداری می‌شود.
او و موسیقی‌دان معاصرش شارل موتون دو تن از آخرین آهنگسازان برجسته فرانسوی برای لوت هستند.